# История медицины в России

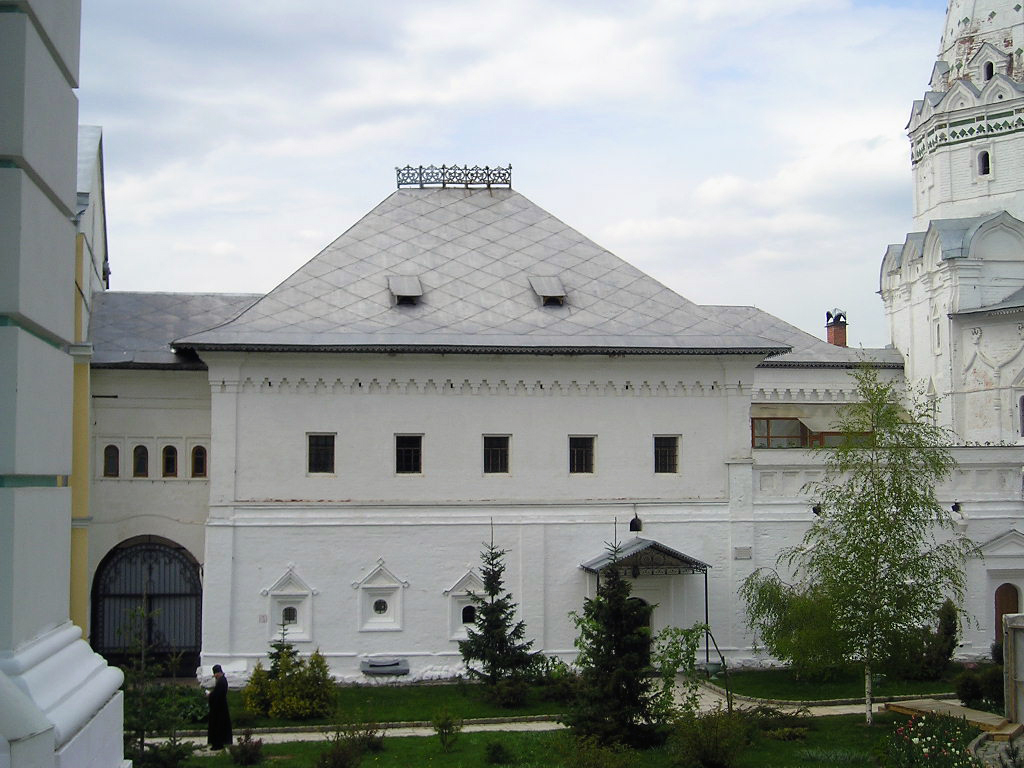
Больничные палаты Троице-Сергиевой лавры (1630-е годы)

История медицины в России на протяжении многих столетий была связана с государевым двором. Единственным источником медицинской помощи в провинции до XIX века служили травники и целители, которые принимали больных за деньги или иные подношения — например, «за чарку и угощение в кабаке». В северных областях знахарствовали в основном мужчины, тогда как на юге и в Малороссии это ремесло считалось женским. Даже в XIX веке не в каждом уездном городе имелся профессиональный лекарь, врача приходилось «выписывать» из губернского центра. На селе первые доктора появились с развитием земской медицины в последней трети этого века.

## Допетровская эпоха
О состоянии медицины в средневековой России можно судить по лечебникам того времени. В них описываются операции черепосверления, чревосечения, ампутации. Для усыпления больного использовались настой мака или мандрагоры, а также вино. Врачеванием занимались костоправы, кровопуски, зубоволоки и другие «резалники». С целью дезинфекции инструменты обрабатывались на огне.
«Раны обрабатывали березовой водой, вином и золой, а зашивали волокнами льна, конопли или тонкими кишками животных».

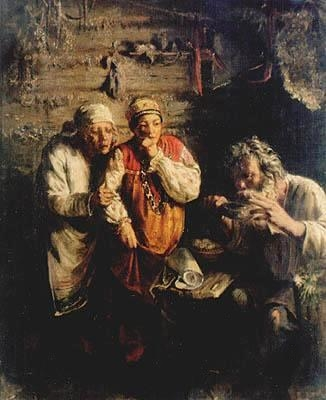
«Знахарь», картина Г. Мясоедова

В XVI веке для оказания медицинской помощи царю и его семейству привлекались врачи из Западной Европы. С приездом в Москву в 1581 году английского доктора Роберта Якоба (прозванного на русский лад Романом Елизаровым) при дворе Ивана Грозного была учреждена Государева аптека, которая обслуживала членов его семьи. В аптеке работали англичане, голландцы, немцы и другие иноземцы. От более раннего времени сохранились имена царских лекарей Бомелия, Булева и Эренштейна, которых москвичи принимали за волхвов.
После Смутного времени (по другим сведениям, при Борисе Годунове) появилось первое государственное медицинское учреждение — Аптекарский приказ. В его ведении находились аптекарские огороды, где выращивались лечебные травы. Наиболее ценные лекарства импортировались из Европы. С 1654 года при Аптекарском приказе действовала первая в стране лекарская школа.
Центрами врачевания в провинциях служили монастырские лечебницы. До наших дней сохранились больничные палаты, выстроенные в XVII веке в Троице-Сергиевом, Кирилло-Белозерском, Новодевичьем и других крупных монастырях Русского государства.
Царь ввёл монополию на торговлю лекарственными средствами. Отпускать их разрешалось через Главную аптеку напротив Чудова монастыря или через Новую аптеку близ Посольского приказа на Ильинке. В течение XVII—XVIII веков лейб-медиками, обслуживавшими царскую фамилию, по-прежнему были почти исключительно иностранные специалисты.
Во время частых эпидемий и моровых поветрий правительство принимало карантинные меры. Царь Алексей Михайлович с 1654 по 1665 годы выпустил свыше 10 указов «о предосторожности от морового поветрия». Так, во время чумы 1654—1655 годов дороги на Москву были перекрыты заставами и засеками, через которые не разрешалось пропускать никого вне зависимости от звания, а за ослушание полагалась смертная казнь.
В русской армии XVII века практиковался ремесленный способ обучения лекарскому делу. Лекари-иностранцы по контракту нанимались на службу в русские полки. Для обучения лекарскому делу к ним прикомандировывались русские стрельцы и стрелецкие дети. Такое ремесленное обучение продолжалось несколько лет, после чего ученики получали звание лекаря и назначались в полки.
Восточные славяне из Речи Посполитой и Великого княжества Литовского имели возможность обучаться в лучших университетах Европы. Так, Франциск Скорина из Полоцка получил в 1512 году степень доктора медицины в Падуанском университете. Ещё раньше, в XV веке, в Болонском университете подвизался «доктор философии и медицины» Георгий из Дрогобыча. Из уроженцев Московского государства первым степень доктора (в Падуе) получил в 1696 году Пётр Постников.
Бо́льшая часть населения в XVII веке продолжала пользоваться услугами знахарей, травников, повивальных бабок, о которых имеются упоминания в писцовых книгах. Знания в области народной медицины передавались в основном устно, но часть этих сведений записывалась. Таким способом возникали переработки рукописных лечебников.

## Европеизация медицинского дела
При Петре I по инициативе И. Л. Блюментроста была предпринята реформа медицинского дела в России. Вместо Аптекарского приказа была создана Медицинская канцелярия, которая в 1763 году была преобразована в Медицинскую коллегию.
В начале XVIII века была основана первая русская медицинская школа. Тогда же открылись военные сухопутные и морские госпитали. В 1707 году Николай Бидлоо, выпускник Лейденского университета, открыл первую в России госпитальную школу. Она действовала при первом военном сухопутном госпитале за рекой Яузой. Как и в других европейских странах, анатомию преподавали на трупах. В 1718—1720 годах открылись первые госпитали в Петербурге и Кронштадте. Уже в 1733 году при этих госпиталях также имелись собственные школы. В 1758 году упоминается о госпитальной школе в Барнауле. По окончании обучения ученики медицинской школы посылались на службу в полки, на корабли и в госпитали.
С момента основания Российской империи государство делало упор на развитии военной медицины, тогда как крупнейшие гражданские лечебницы (Странноприимный дом, Голицынская больница) создавались по почину частных лиц. Монастырские больницы в основном предназначались не для лечения больных, а для призрения престарелых, увечных и умалишённых. Гражданское население России и в XVIII веке продолжало пользоваться услугами знахарей и обращалось к лечебникам. Как свидетельствуют пометы на рукописях, владельцами лечебников были купцы, ремесленники, духовенство и крестьяне. Начало правительственной организации медицинской помощи гражданскому населению России относится ко второй половине XVIII века, когда в 1775 году был учреждён Приказ общественного призрения.

## Доктора и лекари

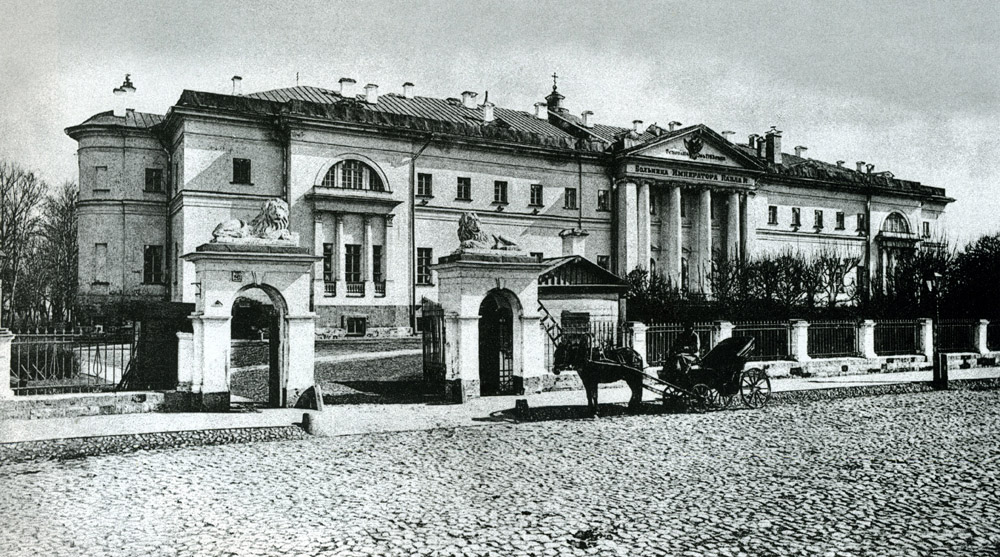
Один их «храмов медицины» — московских больниц, построенных в эпоху Просвещения

Врачей в России традиционно называли докторами. Это обусловлено тем, что большинство иностранных медиков, приезжавших в Россию, имели степень доктора медицины, полученную в европейских университетах. На докторские должности назначались иностранцы, представлявшие, как правило, рекомендательные письма от монархов своих государств.
Они подвергались экзамену в Аптекарском приказе, позднее — в Медицинской канцелярии и только после этого вступали в должность. Не все иностранные доктора выдерживали экзамен. Но в этих случаях они обычно не уезжали, а прельщенные высоким окладом, оставались на лекарских должностях. В 1715 был издан указ о том, что доктора, занимавшие лекарские должности, впредь обязаны именоваться не по степени, а по должности — лекарями.
В функции докторов входило лечение царя, царского семейства и знатных людей. С XVII века доктора приглашались и в войска — полковыми лекарями. С XVIII века работали в лазаретах и госпиталях. Они лечили военнослужащих, проводили их освидетельствование с составлением «дохтурской сказки», содержащей вывод, можно ли данному лицу служить в армии. Доктора ежемесячно рапортовали (с 1716) архиатру (главному медику государства) о числе больных и умерших и о болезнях.
Доктора входили в штат Аптекарского приказа (затем Медицинской канцелярии и Медицинской коллегии), назначались штадт-физиками и т. д. При Медицинской канцелярии состояло некоторое число внештатных докторов для особых командировок и вакансий. К управленческой деятельности они первоначально не допускались. Только с 1716 года, когда к руководству медицинским ведомством пришли архиатры-иностранцы, началось активное проникновение иностранных докторов в управление медициной.
Поскольку первоначальное развитие медицины в России было связано с придворным и военным ведомствами, в этих направлениях и происходила должностная регламентация докторов.
В Морском уставе от 13 января 1720 года говорится о «докторе при флоте», который должен был дважды в день посещать больных и раненных в лазарете, следить за обслуживанием больных лекарями, контролировать деятельность корабельных и лазаретных лекарей, получать от последних рапорты об их деятельности.
В соответствии с Регламентом об управлении Адмиралтейства и верфи от 5 апреля 1722 года в госпитале полагался один доктор. Кроме перечисленного выше, он должен был смотреть за качеством лекарств, направляемых кораблями к местам дислокации флота, проверять «лекарские сундуки».
Генеральным регламентом о госпиталях от 24 декабря 1735 года была введена должность главного доктора военного госпиталя. Он должен был жить на казенной квартире при госпитале и иметь в подчинении главного лекаря, лекарей с подлекарями и лекарскими учениками и аптекаря с гезелем и аптекарскими учениками.
Функции доктора сводились к общему руководству госпиталем:
- Контроль за деятельностью комиссара (осуществлявшему финансирование и матер.обеспечение), а также главного лекаря, аптекаря.
- Лечебная деятельность: ежеутренний и ежевечерний осмотр больных (воинов или работников военного ведомства), назначение курса лечения, контроль за исполнением назначений.
- Преподавательская деятельность и контроль за занятиями в хирургической госпитальной школе.
- Главный доктор составлял рапорты архиатру о состоянии дел в госпитале и обращался к нему с госпитальными нуждами.

В конце XVIII века чаще употреблялся термин «старший доктор». В это же время появилась должность товарища старшего доктора.
В 1759 году была принята Инструкция из Медицинской канцелярии главного доктора Санкт-Петербургского Генерального госпиталя, которой была введена должность младшего доктора со следующими функциями:
- Иметь 1 палату с разными больными и лечить их, в трудных случаях советоваться с главным доктором;
- Ездить в госпиталь три раза в неделю, а при нужде и чаще;
- О течении болезней, выздоровлении и смертях доносить главному доктору, с его разрешения производить вскрытия;
- Младший доктор должен был присутствовать на докторских экзаменах, а также стараться обрести знание государственного права и приказного дела как чиновник Медицинской канцелярии.

До конца XVIII века русскому медику получить степень доктора и соответствующую должность было трудно. Иностранные доктора оплачивались в России чрезвычайно высоко, дорожили своими местами и боялись возникновения конкуренции со стороны русских. Несмотря на стремление высших правительственных чиновников к подготовке русских докторов, иностранные представители российской медицинской администрации противодействовали получению русскими полного медицинского образования. Поэтому в госпитальных школах преподавали в основном практическую сторону медицины и выпускали лекарей. И созданные в дальнейшем российские учебные заведения до 1791 года не имели права присваивать докторскую степень. Российские чиновники из иностранцев неохотно признавали даже степени, полученные русскими за границей. Известны сенатские разбирательства по этим вопросам.
Доктора имели чин в зависимости от занимаемой должности. Доктора, члены Медицинской коллегии — коллежского советника; городской и губернский доктора — подпоручика, дивизионный доктор — чин премьер-майора, равный коллежскому асессору.
Со 2-й половины XVIII века в управленческую сферу для обозначения докторских должностей начинает внедряться термин «врач», введенный архиатром Кондоиди. В гражданском ведомстве термин «врач» полностью вытеснил «доктора» в 1-й половине XIX века. В военном ведомстве — во 2-й половине XIX века. Звание доктора медицины, до 1917 года дававшее право занимать в медицинском ведомстве должности не ниже VIII класса, существует и по сей день.

### Придворные доктора
Собственно с этой категории и начиналась история этой должности в России. Лекари и врачи всегда были при дворах русских царей и Великих князей. Сохранились даже имена многих из придворных лекарей, начиная с Владимира Крестителя.
Начиная со времени собирания Руси, Великие Князья стали прибегать к врачебным услугам иноземных лекарей, однако на постоянной основе иностранцы стали работать только при дворе Великого князя Василия Ивановича. Его придворный врач Николай Булев играл роль не только медицинского работника, возможно из-за своей публицистической активности, он оказался вовлечен в одну из политических интриг.
При дворе царя Ивана Грозного постоянно работали англичане, такие как Ральф Стендиш и Арнульф Линдсей. Среди его врачей был печально известный Елисей (Элизий) Бомелий. В смерти царя Ивана источники обличали голландца Иоганна Эйлофа, который был лечащим врачом также и царевича Ивана Ивановича. Как правило, все придворные иностранные медики имели докторскую степень. Царские лекари, как правило, состояли в подчинении у главы Аптекарского приказа.
Вообще положение иностранцев в России, а медиков в особенности было неоднозначным. С одной стороны их ученость вызывала огромное уважение русских, однако с другой стороны их деятельность вызывало недоверие, раздражение, а подчас и злобу народа (нередки случаи в истории России, начиная с времен Смуты, и кончая революционными событиями 1905 года, когда сами доктора или их дома подвергались нападениям толпы). Докторов часто подозревали и иногда этому были подтверждения, в ведении подрывной деятельности по заказу западных властителей. Наиболее частые обвинения иностранных докторов — в ведовстве, «наведении порчи» и отравлениях, в том числе массовых. Причем, это было не всегда недоверие исходящее от народа. Иногда лекари, часто пользовавшиеся еретической и оккультной литературой, попадали под официальную борьбу, которая велась с местными знахарями, в чьем арсенале присутствовала магия и чернокнижие.
Указ царя Алексея Михайловича от 1653 года свидетельствует о масштабах явления, когда

 многие люди мучатся разными болезнями и помирают… Таких злых людей и врагов Божиих велено в струбах сжечь безо всякия пощады и домы их велено разорить до основания

### Армейские доктора
Особое внимание на военно-медицинскую часть в России обращал Пётр I. Многих молодых людей он отправлял за границу, в Италию, для изучения медицины, учреждал военные госпитали и при них хирургические училища, повелевал разводить аптекарские сады и положил основание началу вольных аптек в России, пригласил в казенную службу иноземных врачей и вызвал из-за границы повивальных бабок; Аптекарский приказ стал учреждением коллегиальным, под названием Медицинской Канцелярии, под главным начальством Архиатера; при этой канцелярии впоследствии был учрежден совет из медиков. Петр хотел из этого учреждения создать центральную медицинскую коллегию, которая должна была проводить новые медико-полицейские меры на целую Россию, но он встретил непреодолимое к тому препятствие — отсутствие врачей, с чем долго боролись и его преемники.
Это значительное число лекарей объясняется стремлением Петра I положить начало более или менее правильно организованному военно-полевому врачебному делу. С этою целью было выписано из-за границы в 1695 году,— 25, a в 1697 году — 50 лекарей.
Служащий в армии доктор имел должность не ниже дивизионного лекаря. Он должен был ходить в заграничные походы. Закон запрещал военным врачам отказ от службы в военное время.
Военные доктора подчинялись генерал-штаб доктору армии. Направляясь в поход, дивизионный доктор мог получить дополнительное поручение — например, осмотреть в походе заграничные госпитали. В связи с созданием 19 января 1797 года Врачебных управ, взявших на себя часть военно-медицинских забот были уничтожены должности генеральных, дивизионных и корпусных докторов.
4 августа 1805 года (по Высочайше утверждённому докладу министра внутренних дел) медицинская часть была преобразована и введена должность генерал-штаб-доктора, возглавлявшего военно-медицинское ведомство и состоявшего при министре внутренних дел.
Каждым армейским госпиталем руководил главный доктор, при командующем флотом также находился главный доктор. Все медицинские чины назначались министром внутренних дел.
27 января 1812 года (в связи с Учреждением Большой действующей армии) в состав Главного полевого штаба входил полевой генерал-штаб-доктор, которому подчинялись, соответственно, корпусной штаб-доктор и дивизионный доктор.

### Карантинные доктора
В России существовала должность пограничного (карантинного) доктора, введенная в 1742 году. Первый из них должен был жить в Киеве и надзирать за карантинными домами, расположенными в соответствии с расписанием, полученным из Медицинской канцелярии. В дальнейшем число карантинов и пограничных докторов было увеличено.

### Гражданские доктора
Сенатским указом от 20 марта 1756 года в Москве были введены должности губернского и городского докторов. Городской доктор состоял при Магистрате, имел предоставленную им казенную квартиру и жалованье от доходов города. Он «пользовал» преимущественно лиц купеческого звания, а также магистратских чиновников. Кроме того, он должен был свидетельствовать внезапно умерших и «битых».
Губернский доктор осматривал дворян и чиновников губернских дворянских учреждений, а также освидетельствовал рекрутов. Главной же его задачей была борьба с эпидемиями в Московской губернии. Губернский доктор был также назначен в Астрахань.

## Здравоохранение в XIX веке

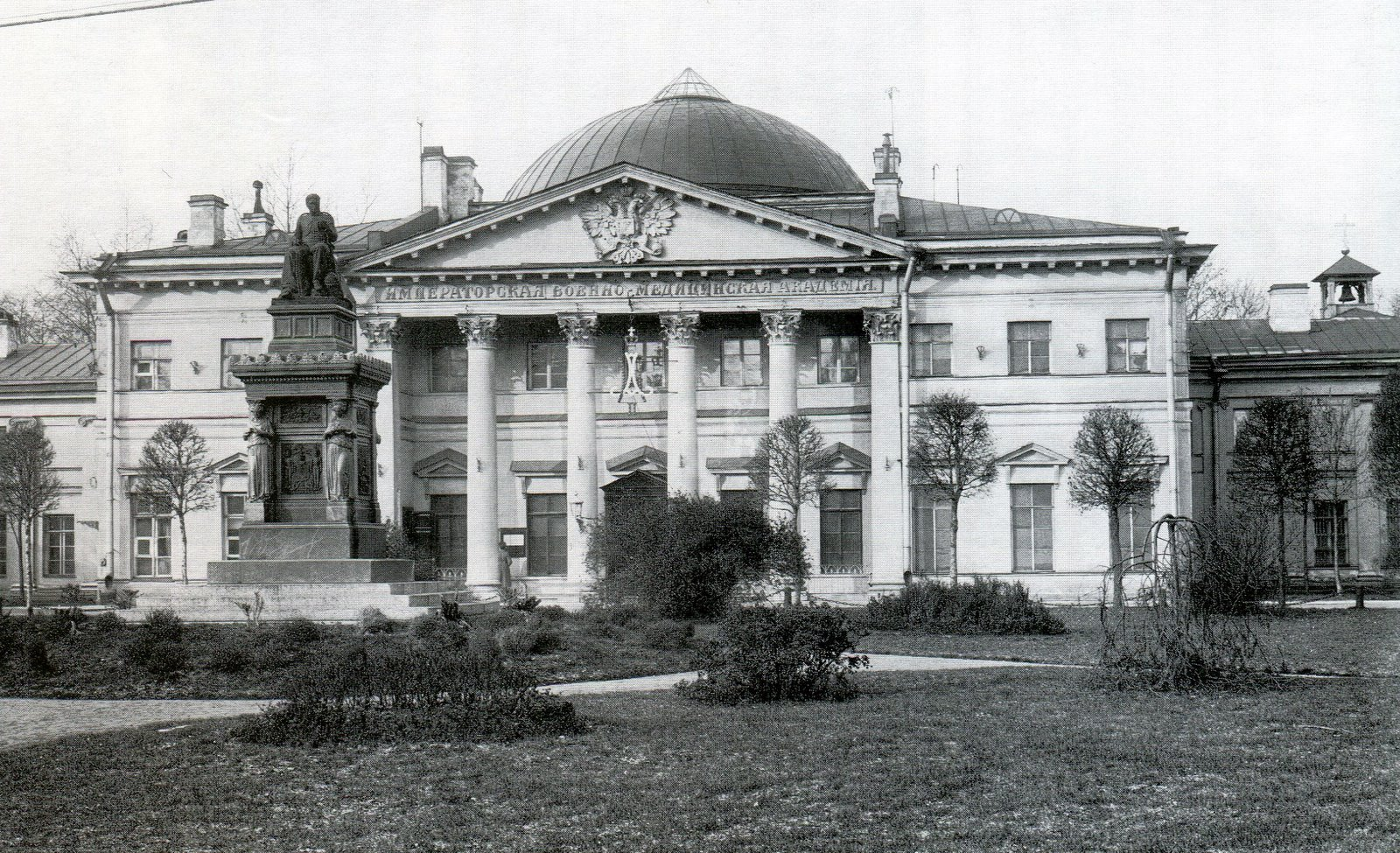
Здание Императорской военно-медицинской академии с памятником Я. Ф. Виллие на фото 1914 года

Российское государство было наиболее заинтересовано в развитии военной медицины, которая до середины XIX века служила «локомотивом» медицинских знаний и практик. В 1798 году в Петербурге была учреждена Военно-медицинская академия, которую возглавил шотландец Джеймс Уайли (Яков Виллие). Наглядную картину эволюции военной медицины в России XIX века представляет Военно-медицинский музей в Петербурге.
Общественное здравоохранение в России начинает развиваться при Александре I с создания в 1802 г. в столице Императорского человеколюбивого общества под патронажем вдовствующей императрицы Марии Федоровны. В 1816 г. было организовано подобное общество и в Москве.
В задачи обществ входили организация массовой вакцинации против оспы, лечения на дому, медицинской помощи в приютах и родильных домах, в тюрьмах и исправительных домах, благоустройство больниц.
Помимо обществ, организацией здравоохранения занялось и государство: в 1803 г. при Министерстве полиции был создан Медицинский совет. Совместно с приказами общественного призрения и губернскими медицинскими советами он начал разворачивать сеть больниц и приютов для инвалидов и сирот.
В 1804 году в Москве было создано Физико-медицинское общество, в задачи которого входили ведение метеорологических наблюдений, статистики заболеваний, рождаемости и смертности в Москве, изучение профессиональных заболеваний.
В 1810 году Медицинский совет передали из ведения Министерства полиции в Министерство народного просвещения. Затем в 1811—1822 гг. параллельно работали два общегосударственных Медицинских совета: при Министерстве полиции (с 1819 г. Министерство внутренних дел), а другой — при Министерстве народного просвещения, а с 1822 г. продолжил работу только первый.
В 1823 году начал издаваться первый в России научный «Военно-медицинский журнал».
Юридическая база общественного здравоохранения была прописана в «Своде законов Российской империи» 1833 г., в который вошел и Врачебный устав. Он определил, что главной задачей здравоохранения является противодействие эпидемиям, а регулирует это медицинская полиция. Таким образом зародившаяся в конце XVIII века как военная дисциплина, эпидемиология к началу XX века превратилась в самостоятельную науку. Соответствующая специальность появилась в Военно-медицинской академии, где в 1894 г. была создана кафедра заразных болезней и медицинской бактериологии. Идея приоритета санитарно-профилактической работы в 1870-е гг. стала популярной среди земских медиков.
На рубеже XVIII—XIX вв. общее количество врачей в Российской империи увеличилось с 1500 до 8072. В 1846 г. треть этих докторов работали в армии и флоте.

### Помощь военных медиков гражданскому населению
В отдаленных районах империи военные медики играли большую роль. Они не только обеспечивали боеспособность армии и флота, но и создавали основы медицинской помощи на местах, вели исследовательскую работу и наблюдения.
Одним из первых постоянных военно-медицинских учреждений России стал Кронштадтский госпиталь, где впервые в истории медицины была проведена пункция перикарда, получена противочумная вакцина и применено хлорирование питьевой воды. Госпитальная школа готовила медицинские кадры для армии и флота, проводила исследования, давшие толчок к развитию медицинской науки.
В 1859 г. в Кронштадте было основано Общество морских врачей.

### Медицина после реформ Александра II

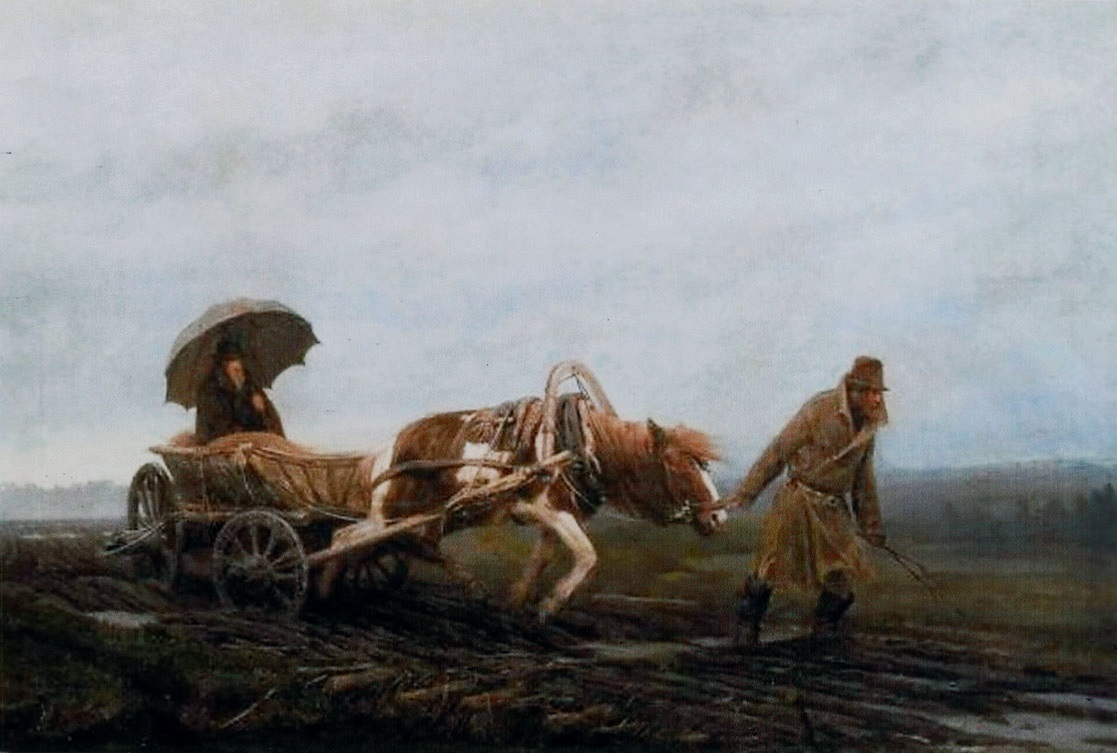
Земскому врачу приходилось преодолевать солидные расстояния даже по бездорожью и в ненастную погоду.

Одним из направлений реформ Александра II было развитие земской медицины. Её задачей было обеспечить доступность здравоохранения всему населению страны и сотрудничать с фабрично-заводской медициной, которая стала создаваться с 1866 г. После эпидемии холеры, охватившей в 1865 году промышленные города, Комитет министров по ходатайству московского генерал-губернатора 26 августа 1866 года принял Положение об организации стационаров на предприятиях, где было занято свыше 1000 рабочих, из расчета одна больничная койка на сто рабочих. Владельцев промышленных предприятий обязали содержать больницы и амбулатории: согласно статье 107 Устава о промышленности запрещалось брать с рабочих плату за медицинскую помощь, а также лекарства, уход во время болезни, обеспечение санитарно-гигиенических условий.
«Должностные инструкции для врачей, фельдшеров и повивальных бабок» регулировали стандарты медицинской помощи, земские управы контролировали работу губернских и сельских больниц, психиатрических лечебниц и фельдшерских школ.
В 1867 году Государственный совет продлил действие Положения от 26 августа 1866 года на неограниченный срок, хотя чёткие стандарты обеспечения народного здравия в том документе определены не были.
Затем в семи крупных промышленных центрах империи был введен обязательный городской сбор на здравоохранение и таким образом они были исключены из юрисдикции Положения 1866 года. Это касалось Москвы, Санкт-Петербурга, Одессы, Иваново-Вознесенска, Лодзи, Харькова и Варшавы.

## Создание трёхзвенной системы медицинской помощи

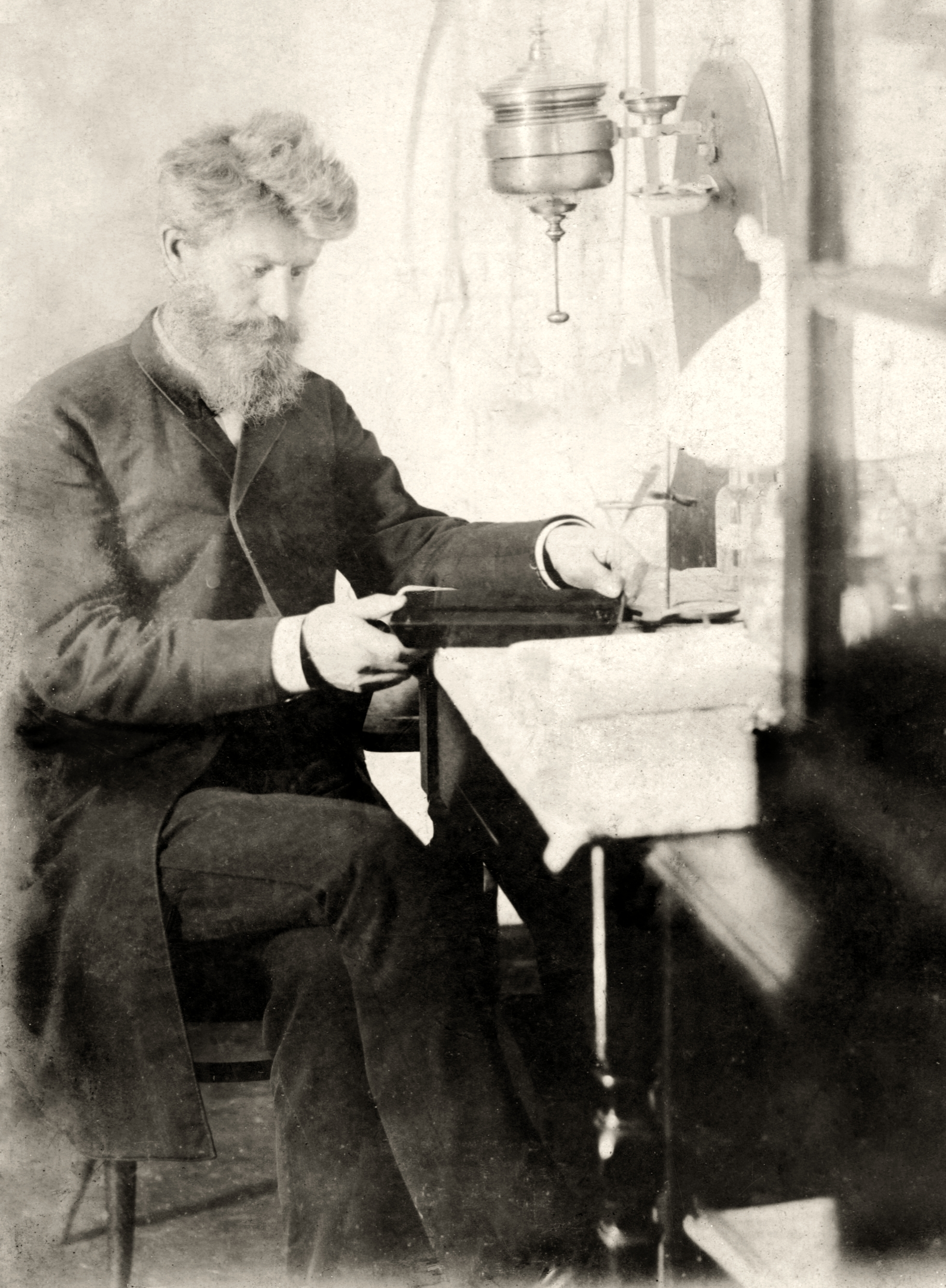
Земский врач И. А. Прощаков (1880-е годы)

При Николае II народное здравоохранение реально стало общедоступным, что затем было продолжено и усовершенствовано при советской власти. В дореволюционной России была создана не имевшая аналогов в мире система участковых врачей и сложилась трехзвенная структура медицинской помощи населению: врачебный участок, уездная и губернская больница. Лечение в этих медицинских учреждениях было бесплатным.
Быстро расширялся охват населения медицинской помощью: если в 1901 году ее получили 49 млн человек, то в 1907-м, — 69 млн, в 1910-м — 86 млн и в 1913-м — 98 млн. Это привело к снижению общей смертности с 29.4 на тысячу жителей в 1906—1911 годах до 25 в 1912-м.
При этом пришлось преодолеть сложности организации здравоохранения для 94,244 млн человек, живших в основном в деревнях на территории, которая только в Европейской России охватывала почти 4 млн кв.км. (для сравнения: по состоянию на 1900 г. 41,5 млн англичан, из которых большинство было горожанами, проживали на территории площадью 240 579 кв. км).
Главной задачей общественного здоровья по-прежнему оставалось противодействие эпидемиям, для чего 11 января 1897 года Николай II утвердил Особую комиссию о мерах предупреждения и борьбы с чумой во главе с принцем А. П. Ольденбургским.

Чтобы стандартизировать медицинскую помощь, была создана Междуведомственная комиссия для пересмотра врачебно-санитарного законодательства под председательством почётного лейб-хирурга академика Г. Е. Рейна. Эти и другие санитарно-эпидемиологические меры помогли снизить смертность от инфекционных заболеваний в 1.6 раза: с 587 тыс.человек в 1891—1895 годах до 372 тыс. человек с 1911 по 1914 г. 

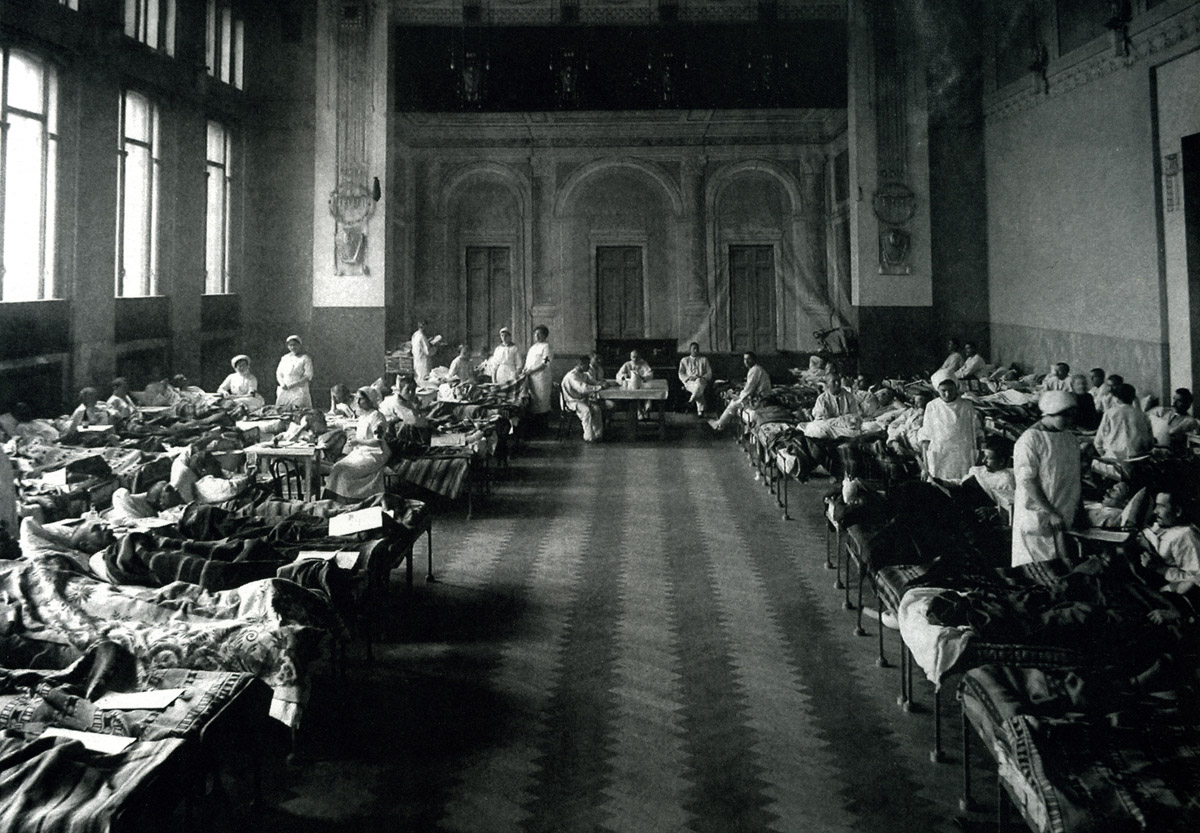
Временный госпиталь в начале Первой мировой войны

В 1897 г. путь к медицинским профессиям был открыт женщинам, когда в Санкт-Петербурге был учрежден Женский медицинский институт, чтобы обеспечить кадрами в первую очередь сельские и национальные регионы, где женщины нередко стеснялись обращаться за помощью к врачам-мужчинам. Обладательницы медицинского диплома также работали акушерками и медсестрами, участвовали в создании яслей.
Ввиду повального употребления крепких спиртных напитков и суровых зим именно в дореволюционной России впервые появилось такое учреждение, как медицинский вытрезвитель. Одним из первых был Приют для опьяневших и амбулатория при нём, открытые в 1904 году в Туле по инициативе местного врача Ф. С. Архангельского.
В начале XX века русская медицина получила международное признание: физиолог И. П. Павлов (1904 г.) и микробиолог И. И. Мечников (1908 г.) были удостоены Нобелевской премии. Русские ученые провели новаторские исследования структуры мозга, стояли у истоков новых областей медицины: судебной психиатрии, гинекологии и гигиены, были основоположниками электрофизиологии и электрокардиографии. В стране издавалось 150 научных медицинских журналов.